# Zonosaurus karsteni
Zonosaurus karsteni är en ödleart som beskrevs av den franske upptäcktsresande och naturforskaren Alfred Grandidier 1869. Zonosaurus karsteni ingår i släktet Zonosaurus, och familjen sköldödlor. IUCN kategoriserar arten globalt som livskraftig. Inga underarter finns listade.

## Utbredning
Zonosaurus karsteni förekommer endemiskt på Madagaskar, där den hittats i södra och västra delarna av ön.